# Lac Upemba
Le lac Upemba est un lac de la république démocratique du Congo dans le territoire de Bukama. Il fait partie du parc national de l'Upemba et se trouve dans la cuvette marécageuse formée par la Lualaba au nord-ouest des Monts Bia. Le lac fait partie de la dépression de Kamalondo avec une cinquantaine d'autres lacs.
La population locale est constituée principalement par des Lubas qui s'adonnent à une activité de pêche. Les eaux superficielles du lac et la forte pression démographique entraîne une diminution dramatique de la faune aquatique.[réf. nécessaire]